# Dryobotodes tenebrosa
Dryobotodes tenebrosa är en fjärilsart som beskrevs av Eugen Johann Christoph Esper 1789. Dryobotodes tenebrosa ingår i släktet Dryobotodes och familjen nattflyn. Arten förekommer tillfälligt i Sverige, men reproducerar sig inte. Inga underarter finns listade i Catalogue of Life.